# ハピネス (押見修造の漫画)
『ハピネス』は、押見修造による日本の漫画作品。『別冊少年マガジン』（講談社）にて、2015年3月号から2019年4月号まで連載。

## あらすじ

### 第1～24話
岡崎誠は平凡な高校生で、同級生の大野勇樹や白石菜緒たちからパシリにされる等のいじめを受けながらも、流されるように日常を過ごしていた。そんなある日の夜、彼は謎の少女ノラに襲われて首筋を噛まれ負傷してしまう。その出来事をきっかけにして、平々凡々な彼の日常が変化していく。
まるで吸血鬼のように血に惹かれるようになった誠は、衝動的に勇樹を殴りつけたり、勇樹の不良仲間たちに立ち向かうようになる。その事もあり勇樹とは友達になるが、不良たちの報復に遭ってしまう。だが、突然現れたサクと名乗る不老不死の吸血鬼らしき少年により不良たちは殺害され、勇樹は血を吸われて吸血鬼になってしまう。
勇樹が母親を殺害して血を飲んで逃亡したことから、『謎の組織』が誠を拉致しようとするが勇樹が助ける。だが、勇樹はノラを襲って逃亡し、菜緒の元へと転がり込むが、狂乱により菜緒とその両親を殺害。失踪した誠を探す五所雪子の前に、吸血鬼により妹が犠牲となった桜根正美という青年が現れ、勇樹を匿うことになる。過去に3人を殺害した殺人鬼の桜根は、五所の首を切り裂いて火をつけ置き去りにする。
そんな中、母親に別れを告げてノラと共に逃げようとする誠たちの前に、『謎の組織』が襲撃して拉致。その後、誠は拘束されて投薬の人体実験を受けることになる。

### 第25～47話
10年後。火事から生還していた五所は、首の傷跡を隠しながら派遣社員をして暮らし、同僚の須藤と行動を共にするようになる。だが、桜根が宗教団体『幸せの血』にいることを知った五所は、宮城県北部の種弘村の教団施設へと向かう。
だが、桜根により監禁された五所は、意識のない勇樹のいる地下監獄に入れられ激しい拷問を受ける。五所を心配した須藤が駆け付けるが、桜根により刺されて殺されかけた所を、意識の復活した勇樹により助けられる。教団を終わらせようとする勇樹だったが、桜根の扇動により教徒たちにより全身を食われてしまう。
そんな中、サクにより助け出された誠は、身体を失い容器の中で液体に漬けられ脳だけとなったノラと再会する。そして、助けを求める勇樹の元へと駆け付けた誠は、桜根の喉をかみ殺してしまい、五所と須藤を助ける。その後、五所の世話をした清史以外の教徒たちは、教主の後追いをして集団自殺をしてしまう。

### 第48～50話
5年後、須藤と結婚した五所は、男の子を出産。その後、五所や誠の家族たちは老いていき、やがて亡くなっていく。復活したノラと共に、誠はノラと共に永遠の生を生きていく。

## 登場人物
岡崎 誠（おかざき まこと）
本作の主人公。都立北西高校1年1組の眼鏡をかけた冴えない顔の少年。都内で両親と兄と暮らしている。食が細く、小柄な体型。内向的な性格が災いし、学校では一部の同級生達からパシリにされるなどのいじめを受けている。ある日の夜、外出した際にノラに襲われ負傷した。ノラに噛まれた後から強い光が苦手で強い渇きを感じ血の匂いに敏感になった。自宅では学校のジャージで過ごすことが多い。
ノラ
本作のヒロイン。黒いロングヘアーの謎の少女。夜中に軽くビルからビルへ飛び移れるほどの跳躍力で街を徘徊し、次々と人の首筋に噛み付いて血を吸い取って殺している。ある晩に誠の首筋に噛み付き、彼に対し「このまま死ぬ？それとも同じになる？」と問いかけ、誠が「死にたくない」と答えた途端に噛むのを止めて姿を消した。いつも裸に血で汚れた白いワンピースと腰までしか無い黒いマントしか身に着けていない。とあるビルの屋上を寝床にしている。
五所 雪子（ごしょ ゆきこ）
本作のヒロイン。誠の同級生で1年1組の女子生徒。語尾に「っす」を付けて話す。クラスでは浮いた存在で、昼休みは階段下で一人で昼食を取っている。ある日、誠と友達になる。幼い弟を亡くしており、その弟の面影を誠に重ねている。
大野 勇樹（おおの ゆうき）
誠のクラスメイト。彼女の菜緒と共に誠をパシリにしていじめている。家は裕福だが、父親は家に滅多に帰らない上、母親との関係も悪い。
白石 菜緒（しらいし なお）
勇樹の彼女で誠のクラスメイト。今どきの女子高生タイプ。勇樹と共に誠をパシリにしていじめている。
布田（ぬのた）
誠と同じクラスで友人。以前は勇樹のパシリにされていたが、岡崎が代わりのパシリなってホッとしている。誠を裏切り勇樹の不良仲間に売ったことから悲劇が始まる。
サク
ノラと同様の謎の少年。スポーツ刈りで、外でも部屋着のような格好をしている。
岡崎 悟（おかざき さとる）
誠の兄で大学生。誠とは違い、長身で活発な性格。
桜根 正美（さくらね まさみ）
吸血鬼の秘密を知る男。初登場時は25歳。後にカルト宗教団体の教祖として再登場する。

## 書誌情報
- 押見修造 『ハピネス』 講談社〈講談社コミックス〉、全10巻
  1. 2015年7月9日発売、ISBN 978-4-06-395444-9
  2. 2015年12月9日発売、ISBN 978-4-06-395553-8
  3. 2016年5月9日発売、ISBN 978-4-06-395665-8
  4. 2016年10月7日発売、ISBN 978-4-06-395773-0
  5. 2017年3月9日発売、ISBN 978-4-06-395879-9
  6. 2017年9月8日発売、ISBN 978-4-06-510180-3
  7. 2018年1月9日発売、ISBN 978-4-06-510718-8
  8. 2018年6月8日発売、ISBN 978-4-06-511569-5
  9. 2018年11月9日発売、ISBN 978-4-06-513393-4
  10. 2019年5月9日発売、ISBN 978-4-06-514872-3